# Jesús María Aristín Seco
Jesús María Aristín Seco, CP (Santa Cecilia del Alcor, 25 de dezembro de 1954) é prelado espanhol da Igreja Católica Romana e vigário apostólico de Yurimaguas no Peru.

## Biografia
Jesús María Aristín Seco ingressou na Congregação da Paixão e frequentou o Seminário Menor da mesma em Euba. Ele então estudou teologia católica na Universidade de Deusto em Bilbau. Emitiu a profissão perpétua em 14 de abril de 1979 e recebeu a ordenação sacerdotal em 23 de setembro do mesmo ano.
Depois da ordenação, trabalhou como vigário paroquial em Bilbau. Em 1981, foi enviado a Roma para continuar seus estudos, doutorando-se em teologia católica pela Pontifícia Universidade Gregoriana em 1983. A partir de 1984, trabalhou como missionário em Tarapoto, na Prelazia Territorial de Moyobamba, Peru. Em 1985, tornou-se vigário paroquial da paróquia do Triunfo da Cruz Santíssima em Tarapoto e, em 5 de junho de 1988, pároco. De 1989 a 1992, foi pároco de San José de Sisa e vigário episcopal das províncias de Lamas e San Martín. Voltou então para a Espanha, onde se formou em psicologia clínica pela Universidade Nacional de Educação à Distância de Madri. De 2001 a 2006, foi consultor e procurador geral da Província Espanhola dos Passionistas e secretário da Missão. Tornou-se secretário Geral para o Trabalho Missionário no Generalato Passionista em Roma em 2006.
Em 2016, foi nomeado administrador apostólico sede vacante et ad nutum Sanctae Sedis do Vicariato Apostólico de Yurimaguas.
Em 8 de julho de 2020, o Papa Francisco nomeou-o vigário apostólico de Yurimaguas. O cardeal-arcebispo de Huancayo, Dom Pedro Ricardo Barreto Jimeno, SJ, consagrou-o em 8 de dezembro do mesmo ano na Catedral de Yurimaguas. Os co-consagrantes foram o arcebispo de Trujillo, Dom Frei Héctor Miguel Cabrejos Vidarte, OFM, e o bispo-prelado de Chota, Dom Frei Fortunato Pablo Urcey, OSA.